# Perinthina
Sous-tribu
Synonymes
- Perinthi Bernhauer & Scheerpeltz, 1926
- Poduroideae Scheerpeltz, 1934

Les Perinthina forment une sous-tribu de coléoptères de la famille des Staphylinidae, de la sous-famille des Aleocharinae et de la tribu des Termitonannini.

## Genres
Alzada - 
Catalina - 
Eutermitophila - 
Gralloperinthus - 
Lauella - 
Macrognathellus - 
Paralauella - 
Paraperinthus - 
Perinthodes - 
Perinthus (type) - 
Physoperinthus - 
Poduroides - 
Termitocola - 
Termitonicus - 
Termitopelta